# Whitewater (hrabstwo Walworth)
Whitewater – miasto w Stanach Zjednoczonych, w stanie Wisconsin, w hrabstwie Walworth.